# مايك موريس
مايك موريس (بالإنجليزية: Mike Morris)‏ هو لاعب هوكي الجليد أمريكي، ولد في 14 يوليو 1983 في برينتري في الولايات المتحدة.

## وصلات خارجية
- مايك موريس على موقع دوري الهوكي الوطني (الإنجليزية)
- مايك موريس على موقع EliteProspects.com (الإنجليزية)
- مايك موريس على موقع HockeyDB.com (الإنجليزية)